# زردپرگان راستین
زردپرگان راستین (Emberizidae) تیره بزرگی از پرندگان از راسته گنجشک‌سانان معمولاً در اندازه‌های کوچک است که معمولاً به نام «زردپره» شناخته می‌شوند و دانه‌خوار هستند و منقار مخروطی دارند و ۹ پر اولیه دارند. بیش از ۷۰ سرده در این تیره وجود دارد.
در اروپا بیش‌تر به نام زردپره شناخته می‌شوند و در امریکا به نام گنجشک امریکایی، هرچند که هم‌خانوادهٔ نزدیک گنجشکها (تیره Passeridae) نیستند.
جنس نر آن‌ها معمولاً بزرگ‌تر از ماده است.

## آرایه‌شناسی

### زردپره‌ها
نتایج حاصل از یک مطالعه بیوشیمیایی اخیر نشان می دهد که  Melophus  و Latoucheornis ممکن است به اعضای مختلف زردپره‌های نمادین مربوط باشند و شاید باید در آن سرده قرار گیرند.
- سرده  Melophus  – Crested Bunting
- سرده Latoucheornis – Slaty Bunting
- سرده زردپره‌های نمادین – typical buntings (نزدیک ۴۰ گونه)

### گنجشک‌های امریکاییو brush-finches, juncos و towhees
- سرده خاشاکی‌های آمریکای جنوبی (با ۱۹ گونه)
- سرده Arremonops (با ۴ گونه)
- سرده Melozone (با ۷ گونه)
- سرده Pipilo – towhees (با ۹ گونه)
- سرده Aimophila (با ۶ گونه)
- سرده Peucaea (با ۸ گونه)
- سرده Oriturus – گنجشک راه‌راه
- سرده گنجشک زاپاتا – گنجشک زاپاتا
- سرده Spizella (با ۷ گونه)
- سرده گنجشک ایوار – گنجشک ناهیدی
- سرده  Chondestes  – گنجشک چکاوکی
- سرده پیرامون‌سهره (با ۳ گونه)
- سرده زردپره چکاوکی – زردپره چکاوکی
- سرده گنجشک ساوانا (۱ یا ۲ گونه) – نام‌های دیگر: گنجشک‌های ساوانا، Ipswich Sparrow, گنجشک‌های بزرگ‌منقار
- سرده Ammodramus (با ۹ گونه)
- سرده گنجشک روباه – روباه‌گنجشکان (احتمالاً ۴ گونه)
- سرده  Xenospiza  – Sierra Madre Sparrow یا Bailey's Sparrow
- سرده Melospiza (با ۳ گونه)
- سرده Zonotrichia (با ۵ گونه)
- سرده سازونشین – juncos (با ۴ گونه)

موارد زیر گروهی ظاهراً نزدیک به گنجشک‌های نئوتروپیک هستند که به نام brush-finch نیز شناخته می‌شوند:
- سرده سهره‌های خاشاک (نزدیک به ۲۸ گونه)
- سرده  Lysurus  (با ۲ گونه)
- سرده  Pselliophorus  (با ۲ گونه)
- سرده سهره پابزرگ – سهره پابزرگ

### longspurs و arctic buntings
- سرده پنجه‌بلندها (با ۳ گونه)
- سرده  Rhyncophanes  (با ۱ گونه)
- سرده Plectrophenax – Arctic buntings (با ۲ گونه)

### سرده‌هایی که به جاهای دیگر تعلق دارند
بقیه زردپره‌ایان قدیمی در زیر فهرست شده‌اند. آن‌ها که یک گروه طبیعی را تشکیل نمی‌دهند، بیشتر به نظر می‌رسد به سرده‌های گوناگون فرخندگان تعلق داشته باشند، و بیشترشان اغلب به عنوان سهره‌های تاناگار شناخته می‌شوند.
- سرده Amaurospiza – blue seedeaters (با ۴ گونه) - ممکن است همراه grosbeak ( Cyanocompsa ) به تیره کاردینال تعلق داشته باشد.
- سرده سهره نوک‌میخی – Peg-billed Finch
- سرده Camarhynchus – سهره‌های درختی (با ۵-۶ گونه)
- سرده Catamenia – atypical seedeaters (با ۳ گونه)
- سرده Certhidea – سهره چکاوکی
- سرده سهره کاکل‌ذغالی – Coal-crested Finch
- سرده  Coereba  – Bananaquit
- سرده سهره نقاب‌سیاه – سهره سیاه‌نقاب
- سرده سهره‌های کاکلی (با ۲ گونه)
- سرده گل‌شکاف – typical flowerpiercers (با ۱۴ گونه)
- سرده گل‌شکاف‌های آبی‌فام – blue flowerpiercers (با ۴ گونه)
- سرده فرخنده‌های آند – diuca-finches (با ۲ گونه)
- سرده دانه‌خوار پس‌سرسفید – White-naped Seedeater
- سرده سهره دم‌دراز نیزار – Long-tailed Reed-finch
- سرده سهره‌های علفی – grass-finches (با ۳ گونه)
- سرده سهره‌نماها (با ۲ گونه)
- سرده چغک پرتقال – Orangequit
- سرده سهره‌های زمینی – ground finches (با ۶ گونه)
- سرده Gubernatrix cristata – کاردینال زرد
- سرده فرخنده‌های خیزران (با ۲ گونه)
- سرده سهره دم‌کوتاه – Short-tailed Finch
- سرده سهره اینکا (با ۵ گونه)
- سرده Lophospingus (با ۲ گونه)
- سرده گاوسهره‌های آنتیل – Antillean bullfinches (با ۴ گونه)
- سرده چغک علفی شانه‌زرد – Yellow-shouldered Grassquit
- سرده Melanodera (با ۲ گونه)
- سرده Melanospiza – سهره سیاه سنت لوچیا
- سرده Melopyrrha – Cuban Bullfinch
- سرده سهره‌های جزیره‌ای – Tristan da Cunha finches (با ۶ گونه)
- سرده سهره‌های برنجی – seed-finches (با ۶ گونه)
- سرده Paroaria – cardinal-tanagers (با ۵ گونه)
- سرده سهره‌های سیرا – sierra-finches (با ۱۱ گونه)
- سرده  Piezorina  – Cinereous Finch
- سرده سهره نارگیل – Cocos Island Finch
- سرده سهره چهچهه‌زن – warbling-finches (با ۱۷ گونه)
- سرده  Rhodospingus  – Crimson-breasted Finch
- سرده سهره گاف – Gough Finch
- سرده Saltatricula – Many-colored Chaco-finch
- سرده سهره‌های زرد – yellow-finches (با ۱۲ گونه)
- سرده دانه‌خوارهای اصلی – typical seedeaters (حدود ۵۵ گونه)
- سرده چغک علفی (سرده) – typical grassquits (با ۵ گونه)
- سرده چغک علفی آبی‌سیاه – Blue-black Grassquit
- سرده سهره نوک‌باریک – Slender-billed Finch